# Église Saint-Servais de Saint-Servais (Finistère)
Pour les articles homonymes, voir Église Saint-Servais.
L'église Saint-Servais est un édifice religieux catholique sis à Saint-Servais, dans le Finistère, en Bretagne (France). Elle est située au sein d'un enclos paroissial. L'église est connue pour l’exceptionnelle qualité architecturale de son clocher et son ossuaire. L'ensemble a été classé monument historique par arrêté du 27 mars 1914.

## Patrimoine
- Le clocher (XVIIe), de style gothique, qui abrite 2 galeries et 2 chambres de cloches, est très certainement l’un des plus aboutis et des plus beaux du pays léonard.
- Calvaire du XVIIe, œuvre de Roland Doré, maître sculpteur à Landerneau ;
- Ossuaire à clocheton de 1643 en grand appareillage de granit à la façade de style Renaissance percée d’une porte sculptée et de cinq baies en plein cintre.
- À l’intérieur de l’église quelques statues anciennes dont une très belle Vierge à l'Enfant ;
- Tableaux de Yan' Dargent, peintre né dans cette paroisse le vendredi 15 octobre 1824 ; ainsi qu'une fresque réalisé sur le mur ouest de l'ossuaire vers 1885 intitulée : Ar peden hag an aluzen a denn an eneou a boan soit :  la prière et l'aumône soulagent la peine des âmes, récemment mise au jour[2]
- Chaire de 1666, selon René Couffon elle serait l’œuvre de Y. Kervella.
- Sur l’une des cloches on peut lire l’inscription suivante :

« J’ai été bénite par Mre Guillaume le Bras, Rr de Plounéventer, 
et nommée par Mre Guillaume Marie René de Guiahard, chevalier seigneur, marquis de Martigné et autres lieux, Capitaine de cavalerie et Cie, 
l’an 1785 ; 
et par Demoiselle Marie Joseph Hyacinthe de Tinténiac, fille de Mre Hyacinthe Joseph Jacques, chevalier seigneur, comte de Tinténiac, officier supérieur des chevaux légers de la garde du Roi, et de Dame Marie Yvonne Guimette Xaverine de Kersauson, comtesse de Tinténiac.
Mre Alain le Roy, curé et Yves le Roux, prestre.
René Chilgui et Tanguy Olivier, fabriques de cette trève »

(le nom de baptême ne figure plus)

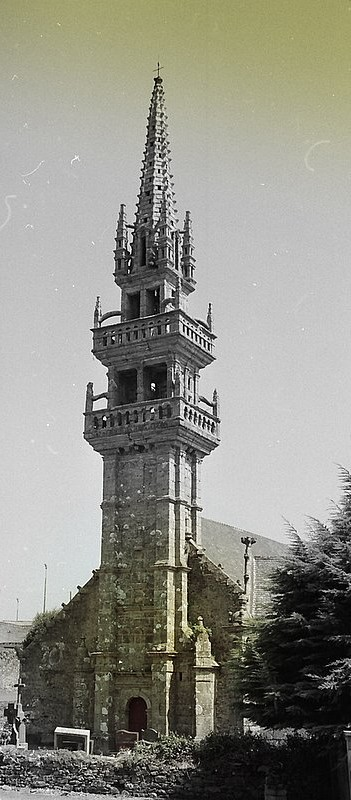
La tour-clocher.
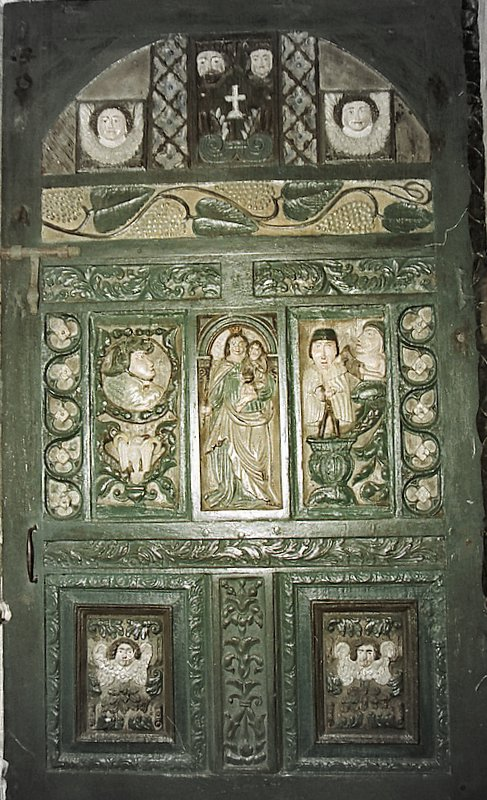
Porte historiée côté nord.